# Clinton (Oklahoma)
Clinton – miasto w Stanach Zjednoczonych, w stanie Oklahoma, w hrabstwie Custer.